# مگنولیا نقره‌ای
مگنولیا نقره‌ای (نام علمی: Magnolia dealbata) نام یک گونه از سرده ماگنولیا است.